# Rayak
Rayak is een kleine stad in Libanon dicht bij Zahleh in de Bekavallei Mohafazat (provincie). De postcode is 7026 en het telefonisch voorvoegsel is 08. De stad heeft een militaire luchthaven en een hospitaal. De stad werd vroeger verbonden met de lijn van Beiroet tot Damascus, getuige daarvan het oude treinstation.
De stad telt zes belangrijke wijken, namelijk Hoch Hala, Souaidé, Autostrade, Hay el Jemee, Hay es Solom en Rayak el Faw'aa. Er wonen 16.000 mensen, voornamelijk Grieks-orthodoxe christenen.
Rayak werd gedurende de Israëlisch-Libanese oorlog van 2006 door de Israëlische luchtmacht gebombardeerd. Het bombardement was gericht tegen de landingsbaan van de militaire luchthaven.